# 4270 Juanvictoria
4270 Juanvictoria је астероид главног астероидног појаса са средњом удаљеношћу од Сунца која износи 2,367 астрономских јединица (АЈ).
Апсолутна магнитуда астероида је 13,9.